# Alain Delon
Alain Fabien Maurice Marcel Delon (Sceaux, 8 de novembro de 1935 – Douchy-Montcorbon, 18 de agosto de 2024) foi um ator e empresário franco-suíço. Reconhecido como um protagonista cultural e cinematográfico do século XX, Delon emergiu como um dos principais atores europeus das décadas de 1960, 1970 e 1980, e tornou-se um símbolo sexual internacional. Ele é considerado uma das figuras mais conhecidas da paisagem cultural francesa. Seu estilo, aparência e papéis, que fizeram dele um ícone internacional, lhe renderam popularidade duradoura. É considerado um dos maiores atores franceses de todos os tempos.

## Biografia
Alain Delon nasceu na região da Borgonha, próximo a Paris. Quando tinha apenas quatro anos, seus pais, Edith e Fabian, se divorciaram. Delon foi adotado por um casal, mas pouco tempo depois o casal foi assassinado, e Delon retornou para sua mãe verdadeira, agora casada com um outro homem. Neste ponto, tinha uma meia-irmã e dois meios-irmãos. Teve uma infância problemática, sendo expulso de várias escolas. Aos 15 anos parou de estudar e, aos 17 anos alistou-se na marinha francesa, lutando na Indochina.
Em 1956, passou a viver em Paris. Sem dinheiro, trabalhou como porteiro, garçom e vendedor e, nessa época, conhece e se torna vizinho da futura cantora Dalida. Delon revelou há pouco tempo que os dois haviam tido um caso nessa época, mas mesmo assim se tornaram grandes amigos.
Em 1957, foi ao Festival de Cannes com o amigo Jean-Claude Brialy, onde chamou a atenção dos presentes pela sua beleza, entre eles David O. Selznick, que lhe ofereceu um contrato, desde que aprendesse a falar inglês. Delon, então, retornou a Paris para aprender inglês, mas lá conheceu o cineasta Yves Allégret, que o convenceu a começar sua carreira na França.
Com ele, Delon fez seu primeiro filme, Uma tal Condessa (Quand la femme s'en mele, 1957). No filme Christine contracenou com a atriz Romy Schneider, e por ela se apaixonou. Em 1959, foram morar juntos, e o relacionamento deles durou cinco anos.
O primeiro grande papel de Delon no cinema foi como Tom Ripley no clássico suspense O Sol por Testemunha (1959), dirigido pelo cineasta francês René Clément, baseado num livro da escritora Patricia Highsmith. Em 1960, Delon atuou em Rocco e Seus Irmãos, dirigido por Luchino Visconti, um dos filmes mais adorados da história do cinema. Ator e diretor tornaram-se amigos e trabalhariam juntos mais uma vez em outro clássico O Leopardo (1963), vencedor da Palma de Ouro no Festival de Cannes.
A beleza física de Delon transformou-o em símbolo sexual dos anos 60 e 70. Apesar disso, sempre lutou para ser reconhecido como um grande ator, e não apenas um rostinho bonito. Em 1962, trabalhou com o cineasta Michelangelo Antonioni, no filme O Eclipse, última parte da célebre trilogia da incomunicabilidade desse diretor. Com o cineasta Jean-Pierre Melville, atuou em filmes como Le samouraï (1967), O Círculo Vermelho (1970) e O Expresso para Bourdeaux (Un flic, 1971). Trabalhou ainda com outros grandes cineastas, como Valerio Zurlini, em A primeira noite de tranquilidade (1972), Joseph Losey, em Cidadão Klein (1976) e O Assassinato de Trotsky (1972) (filme anti-Stalin), Jean-Luc Godard, em Nouvelle vague (1990).

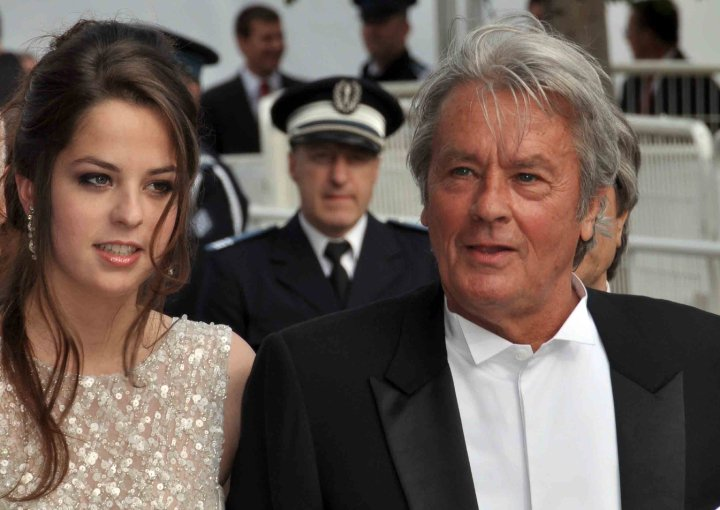
Alain Delon com sua filha Anouchka no Festival de Cannes de 2010.

Em 1964, casou-se com a atriz Nathalie Delon (1941-2021), separando-se em 1969, tiveram um filho o ator Anthony Delon. Nos anos seguintes, teve um longo relacionamento com a atriz Mireille Darc. Durante o período em que estava casado com Nathalie ocorreu um escândalo. Em 1968, um dos seus guarda-costas, Stevan Markovic, apareceu morto com um tiro, e as investigações pareciam mostrar envolvimento de Delon e outras personalidades da época no ocorrido.
Em 1973, sua amiga de longa data, a cantora Dalida convida Delon para fazer um dueto com ela, na canção Paroles, paroles, que se tornou um enorme sucesso na época. Em 1974, durante as filmagens de A Marca do Zorro, posou para foto ao lado de Léon Degrelle.
Em 1987, conheceu a modelo holandesa Rosalie Van Bremen, durante a exibição do videoclipe de uma canção interpretada por Delon, Comme au cinéma. Os dois iniciaram um relacionamento, mesmo com a diferença de 32 anos entre os dois. Tiveram dois filhos: Anouchka (1990) e Alain-Fabien (1994).
Em 1997, para tristeza dos fãs, Delon anunciou que pararia de atuar, decepcionado com os rumos do cinema francês.
Em 2001, Delon divorciou-se de Rosalie. A separação foi muito difícil para ele, que passou a enfrentar períodos de depressão e confessou ter pensado inclusive em suicídio.
Em 2008, retornou ao cinema no filme Astérix nos Jogos Olímpicos, no papel do conquistador romano Júlio César. Em 2012 sofreu um AVC, sendo acometido por um segundo, em 2019, após receber uma Palma de Ouro honorária em Cannes.
Durante uma entrevista em 2013, Delon manifestou apoio aos avanços eleitorais da Frente Nacional, partido de extrema-direita francês, afirmando: “A Frente Nacional, como o MCG em Genebra, é muito importante... Eu a encorajo e a entendo perfeitamente”. No entanto, em entrevista concedida em 2018, negou ter votado em Marine Le Pen.
Em março de 2022, o ator anunciou publicamente a intenção de se submeter a um procedimento de suicídio assistido, o que é legalmente permitido na Suíça, país onde vivia. Em setembro do mesmo ano, iniciou um tratamento paliativo experimental, que foi posteriormente interrompido. Ainda em 2022, o ator foi convidado por Volodymyr Zelensky a viajar à Ucrânia, vindo a receber, em abril de 2024, a mais alta condecoração civil do país, em reconhecimento ao seu apoio declarado à causa ucraniana.
Em janeiro de 2023, foi diagnosticado com um linfoma não Hodgkin de células B e voltou a manifestar o desejo de recorrer ao suicídio assistido. No mesmo ano, seus filhos moveram uma ação judicial contra a assistente Hiromi Rollin, por suposta violência física e psicológica e sequestro de pessoa vulnerável. Rollin, por sua vez, apresentou uma denúncia contra os filhos de Delon, alegando que eles teriam colocado a vida do ator em risco.
Delon faleceu em 18 de agosto 2024, em Douchy-Montcorbon, cercado por membros de sua família. O ator possuía vários produtos com seu nome, incluindo roupas, perfumes, óculos e cigarros.

## Honras
- No Festival de Cinema de Cannes 2019, ele recebeu a Palma de Ouro Honorária.[18][19][20]
- No 45.º Festival Internacional de Cinema de Berlim, ele ganhou o Urso de Ouro Honorário.[21]
- Delon aparece na capa do álbum de 1986 The Queen Is Dead de The Smiths.
- Ele foi nomeado Oficial (Oficial) da Ordre national du Mérite em 1995.[22]
- Ele foi feito Cavaleiro (Cavaleiro) da Légion d'honneur em 21 de fevereiro de 1991.[23] Ele foi promovido a Oficial (Oficial) em 2005.[23]
- A música "Beautiful Killer" no décimo segundo álbum de estúdio de Madonna, MDNA, é uma homenagem a Delon.[24]
- A música "A Look From The Screen" da banda russa Nautilus Pompilius é uma homenagem a Delon.[25]

## Filmografia
| Ano         | Título                                | Papel                                       | Diretor                              | Co-estrelas |
| ----------- | ------------------------------------- | ------------------------------------------- | ------------------------------------ | --- |
| 1957        | Quand la femme s'en mêle              | Jo                                          | Yves Allégret                        | Edwige Feuillère, Jean Servais, Jean Debucourt, Bernard Blier                                                      |
| 1957        | Sois belle et tais-toi                | Loulou                                      | Marc Allégret                        | Mylène Demongeot, Henri Vidal, Béatrice Altariba, Roger Hanin, Darry Cowl, Jean-Paul Belmondo                      |
| 1958        | Christine                             | Franz Lobheiner                             | Pierre Gaspard-Huit                  | Romy Schneider, Jean-Claude Brialy                                                                                 |
| 1959        | Faibles femmes                        | Julien Fenal                                | Michel Boisrond                      | Mylène Demongeot, Pascale Petit, Jacqueline Sassard                                                                |
| 1960        | O Sol por Testemunha                  | Tom Ripley/Philippe Greenleaf               | René Clément                         | Maurice Ronet, Marie Laforêt, Romy Schneider                                                                       |
| 1960        | Rocco e seus Irmãos                   | Rocco Parondi                               | Luchino Visconti                     | Renato Salvatori, Annie Girardot, Claudia Cardinale                                                                |
| 1961        | Quelle joie de vivre                  | Ulysse Cecconato                            | René Clément                         | Barbara Lass, Gino Cervi                                                                                           |
| 1961        | Les amours célèbres                   | Le duc Albert de Bavière em Agnès Bernauer  | Michel Boisrond                      | Brigitte Bardot |
| 1962        | Le chien                              |                                             | François Chalais                     | Elke Sommer, Albert Dinan, Louison Roblin                                                                          |
| 1962        | L'éclipse                             | Piero                                       | Michelangelo Antonioni               | Monica Vitti, Francisco Rabal                                                                                      |
| 1962        | Le diable et les dix commandements    | Pierre Messager                             | Julien Duvivier                      | Danielle Darrieux, Madeleine Robinson                                                                              |
| 1963        | Carambolages                          | M. Lambert                                  | Marcel Bluwal                        | Jean-Claude Brialy, Sophie Daumier, Louis de Funès                                                                 |
| 1963        | Mélodie en sous-sol                   | Francis Verlot                              | Henri Verneuil                       | Jean Gabin, Maurice Biraud, Viviane Romance                                                                        |
| 1963        | Il gattopardo                         | Tancrède                                    | Luchino Visconti                     | Burt Lancaster, Claudia Cardinale                                                                                  |
| 1964        | La tulipe noire                       | Guillaume e Julien de Saint-Preux           | Christian-Jaque                      | Virna Lisi, Dawn Addams                                                                                            |
| 1964        | L'insoumis                            | Thomas Vlassenroot                          | Alain Cavalier                       | Léa Massari, Georges Géret                                                                                         |
| 1964        | Les félins                            | Marc                                        | René Clément                         | Jane Fonda, Lola Albright                                                                                          |
| 1964        | The Yellow Rolls-Royce                | Stefano                                     | Anthony Asquith                      | Shirley MacLaine, George C. Scott                                                                                  |
| 1965        | Once a Thief                          |                                             | Ralph Nelson                         | |
| 1966        | Paris brûle-t-il ?                    | Jacques Chaban-Delmas                       | René Clément                         | Jean-Paul Belmondo, Charles Boyer, Leslie Caron, Jean-Pierre Cassel, George Chakiris, Bruno Cremer, Claude Dauphin |
| 1966        | Texas, nous voilà                     | Don Andrea Baldazar dit Baldy               | Michael Gordon                       | Dean Martin, Rosemary Forsyth, Joey Bishop                                                                         |
| 1966        | Les centurions                        | Philippe Esclavier                          | Mark Robson                          | Anthony Quinn, George Segal, Michèle Morgan                                                                        |
| 1966        | Les aventuriers                       | Manu Borelli                                | Robert Enrico                        | Lino Ventura, Joanna Shimkus                                                                                       |
| 1967        | Diaboliquement vôtre                  | Georges Campo                               | Julien Duvivier                      | Senta Berger, Sergio Fantoni                                                                                       |
| 1967        | Le samouraï                           | Jef Costello                                | Jean-Pierre Melville                 | François Périer, Nathalie Delon, Cathy Rosier                                                                      |
| 1968        | Adieu l'ami                           | Dino Barran                                 | Jean Herman                          | Charles Bronson, Olga Georges-Picot, Brigitte Fossey                                                               |
| 1968        | Girl on a Motorcycle                  | Daniel                                      | Jack Cardiff                         | Marianne Faithfull, Roger Mutton                                                                                   |
| 1968        | La piscine                            | Jean-Paul Leroy                             | Jacques Deray                        | Romy Schneider, Maurice Ronet, Jane Birkin                                                                         |
| 1968        | Histoires extraordinaires             | William Wilson                              | Louis Malle                          | Brigitte Bardot |
| 1969        | Jeff                                  | Laurent                                     | Jean Herman                          | Mireille Darc, Georges Rouquier, Gabriel Jabbour                                                                   |
| 1969        | Madly                                 | Julien Dandieu                              | Roger Kahane                         | Mireille Darc, Jane Davenport, Valentina Cortese                                                                   |
| 1969        | Le clan des Siciliens                 | Roger Sartet                                | Henri Verneuil                       | Jean Gabin, Lino Ventura, Irina Demick                                                                             |
| 1970        | Doucement les basses                  | Simon Médieu                                | Jacques Deray                        | Paul Meurisse, Nathalie Delon, Julien Guiomar                                                                      |
| 1970        | Borsalino                             | Roch Siffredi                               | Jacques Deray                        | Jean-Paul Belmondo, Catherine Rouvel, Michel Bouquet, Daniel Ivernel                                               |
| 1970        | Le cercle rouge                       | Corey                                       | Jean-Pierre Melville                 | Bourvil, Gian Maria Volonte, Yves Montand                                                                          |
| 1971        | Soleil rouge                          | Gauche                                      | Terence Young                        | Charles Bronson, Ursula Andress, Toshirô Mifune                                                                    |
| 1971        | Fantasia chez les ploucs              | aparição                                    | Gérard Pirès                         | Lino Ventura, Jean Yanne, Georges Demestre, Mireille Darc                                                          |
| 1971        | O Assassinato de Trotsky              | Frank Jackson                               | Joseph Losey                         | Romy Schneider, Richard Burton                                                                                     |
| 1971        | La veuve Couderc                      | Jean Lavigne                                | Pierre Granier-Deferre               | Simone Signoret, Ottavia Piccolo                                                                                   |
| 1972        | Un flic                               |                                             | Jean-Pierre Melville                 | Catherine Deneuve, Richard Crenna                                                                                  |
| 1972        | A primeira noite de tranquilidade     |                                             | Valerio Zurlini                      | |
| 1972        | Il était une fois un flic             | l'homme qui sonne à la porte (sem créditos) | Georges Lautner                      | Michel Constantin, Michael Lonsdale, Daniel Ivernel, Mireille Darc                                                 |
| 1972        | Traitement de choc                    | Doutor Devilers                             | Alain Jessua                         | Annie Girardot, Michel Duchaussoy                                                                                  |
| 1973        | Les grands fusils                     |                                             | Duccio Tessari                       | |
| 1973        | Scorpio                               |                                             | Michael Winner                       | |
| 1973        | Les granges brûlées                   | Pierre Larcher                              | Jean Chapot                          | Simone Signoret, Paul Crauchet                                                                                     |
| 1973        | La race des 'seigneurs'               |                                             | Pierre Granier-Deferre               | |
| 1973        | Deux hommes dans la ville             | Gino Strabliggi                             | José Giovanni                        | Jean Gabin, Michel Bouquet                                                                                         |
| 1974        | Borsalino & Co.                       | Roch Siffredi                               | Jacques Deray                        | Riccardo Cucciolla, Reinhard Kolldehoff                                                                            |
| 1974        | Les seins de glace                    | Marc Rilson                                 | Georges Lautner                      | Claude Brasseur, Mireille Darc                                                                                     |
| 1974        | Zorro                                 | Don Diego de la Vega/Zorro                  | Duccio Tessari                       | |
| 1975        | Le gitan                              | Hugo Sennart dit Le Gitan                   | José Giovanni                        | Paul Meurisse, Annie Girardot                                                                                      |
| 1975        | Flic Story                            | Roger Borniche                              | Jacques Deray                        | Jean-Louis Trintignant, Claudine Auger, Henri Guybet                                                               |
| 1976        | Comme un boomerang                    | Jacques Batkin                              | José Giovanni                        | Charles Vanel, Louis Julien, Pierre Maguelon                                                                       |
| 1976        | Armaguedon                            | Doutor Michel Ambroise                      | Alain Jessua                         | Jean Yanne, Renato Salvatori, Michel Duchaussoy                                                                    |
| 1976        | Cidadão Klein                         | Robert Klein                                | Joseph Losey                         | Jeanne Moreau, Francine Bergé, Juliet Berto                                                                        |
| 1977        | L'homme pressé                        | Pierre Niox                                 | Edouard Molinaro                     | Mireille Darc, Michel Duchaussoy, Monica Guerritore, Marie Déa                                                     |
| 1977        | Mort d'un pourri                      | Xavier Maréchal dit Xav                     | Georges Lautner                      | Ornella Muti, Stéphane Audran, Mireille Darc, Maurice Ronet                                                        |
| 1977        | Le gang                               | Robert dit Le dingue                        | Jacques Deray                        | Nicole Calfan, Adalberto Maria Merli, Maurice Barrier                                                              |
| 1978        | Attention, les enfants regardent      |                                             | Serge Leroy                          | |
| 1979        | Airport 80 Concorde                   | Comandante Paul Metrand                     | David Lowell Rich                    | George Kennedy, Susan Blakely, Robert Wagner                                                                       |
| 1979        | Le toubib                             | Jean-Marie Desprée                          | Pierre Granier-Deferre               | Véronique Jannot, Bernard Giraudeau, Francine Bergé                                                                |
| 1980        | Téhéran 43, nid d'espions             | Foche                                       | Alexandre Alov e Vladimir Naournov   | Natacha Belokhvostikova, Igor Kostolevksy, Armen Djigarkhanian, Claude Jade                                        |
| 1980        | Trois hommes à abattre                | Michel Gerfaut                              | Jacques Deray                        | Dalila Di Lazzaro, Pierre Dux, Michel Auclair                                                                      |
| 1981        | Pour la peau d'un flic                | Choucas                                     | ele mesmo                            | Anne Parillaud, Daniel Ceccaldi, Jean-Pierre Darras                                                                |
| 1982        | Le choc                               |                                             | Robin Davis                          | Catherine Deneuve, Philippe Léotard, François Perrot, Étienne Chicot, Stéphane Audran                              |
| 1983        | Un amour de Swann                     | Barão de Charlus                            | Volker Schlöndorff                   | Jeremy Irons, Ornella Muti, Fanny Ardant                                                                           |
| 1983        | Le battant                            | Jacques Darnay                              | ele mesmo e Robin Davis              | François Périer, Pierre Mondy, Anne Parillaud                                                                      |
| 1984        | Notre histoire                        | Robert Avranches                            | Bertrand Blier                       | Nathalie Baye, Michel Galabru                                                                                      |
| 1985        | Parole de flic                        | Daniel Pratt                                | José Pinheiro                        | Jacques Perrin, Fiona Gélin, Éva Darlan                                                                            |
| 1986        | Le passage                            | Jean Diaz                                   | René Manzor                          | Christine Boisson, Jean-Luc Moreau                                                                                 |
| 1988        | Ne réveillez pas un flic qui dort     | Comissário Eugène Grindel                   | José Pinheiro                        | Michel Serrault, Xavier Deluc, Patrick Catalifo                                                                    |
| 1990        | Dancing Machine                       |                                             | Gilles Béhat                         | |
| 1990        | Nouvelle vague                        | Lui, Roger Lennox e Richard Lennox          | Jean-Luc Godard                      | Domiziana Giordano, Roland Amstutz, Laurence Côte                                                                  |
| 1992        | Le retour de Casanova                 | Giacomo Casanova                            | Edouard Niermans                     | Fabrice Luchini, Elsa, Wadeck Stanczak                                                                             |
| 1993        | Un crime                              | Maître Charles Dunand                       | Jacques Deray                        | Manuel Blanc, Sophie Broustal, Maxime Leroux, Jean-Marie Winling                                                   |
| 1994        | L'ours en peluche                     | Jean Rivière                                | Jacques Deray                        | Laure Killing, Alexandra Winisky                                                                                   |
| 1995        | Les cent et une nuits de Simon Cinéma | Alain Delon, en visite                      | Agnès Varda                          | Michel Piccoli, Marcello Mastroianni, Henri Garcin                                                                 |
| 1997        | Le jour et la nuit                    |                                             | Bernard-Henri Lévy                   | |
| 1998        | Une chance sur deux                   | Julien Vignal                               | Patrice Leconte                      | Jean-Paul Belmondo, Vanessa Paradis                                                                                |
| 2000        | Les acteurs                           | ele mesmo                                   | Bertrand Blier                       | Pierre Arditi, Josiane Balasko, Jean-Paul Belmondo                                                                 |
| 2001        | Fabio Montale (TV)                    | Fabio Montale                               | José Pinheiro                        | Cédric Chevalme, Elena Sofia Ricci                                                                                 |
| 2003        | Le Lion (TV)                          | John Bullit                                 | José Pinheiro                        | Anouchka Delon, Ornella Muti                                                                                       |
| 2003 - 2004 | Frank Riva (TV)                       | Frank Riva                                  | Patrick Jamain                       | Jacques Perrin, Sophie Von Kessel                                                                                  |
| 2008        | Astérix nos Jogos Olímpicos           | Julio César                                 | Frédéric Forestier e Thomas Langmann | Clovis Cornillac, Gérard Depardieu, Benoît Poelvoorde                                                              |

## Prêmios e indicações
- Ganhou o Urso de Ouro honorário em 1995, no Festival de Berlim.
- Ganhou o Prêmio César de Melhor Ator, por Quartos Separados (1984).
- Recebeu duas indicações ao Prêmio César de Melhor Ator, por Cidadão Klein (1976) e Mort D'un Porri (1977).
- Recebeu uma indicação ao Globo de Ouro de Melhor Revelação Masculina, por O Leopardo (1963)